# Sze’ar Jaszuw
Sze’ar Jaszuw (hebr. שאר ישוב) – moszaw położony w Samorządzie Regionu Mewo’ot ha-Chermon, w Dystrykcie Północnym, w Izraelu.
Leży w Dolinie Hula na północ od Jeziora Tyberiadzkiego, w północnej części Górnej Galilei.

## Historia
Moszaw został założony w 1940.

## Gospodarka
Gospodarka moszawu opiera się na intensywnym rolnictwie.